# Nikita Tregúbov
Nikita Mijáilovich Tregubov –en ruso, Никита Михайлович Трегубов– (Krasnoyarsk, 14 de febrero de 1995) es un deportista ruso que compite en skeleton.
Participó en dos Juegos Olímpicos de Invierno, obteniendo la medalla de plata en Pyeongchang 2018 y el sexto lugar en Sochi 2014.
Ganó dos medallas en el Campeonato Mundial de Skeleton, plata en 2019 y bronce en 2017, y una medalla de bronce en el Campeonato Europeo de Skeleton de 2016.

## Palmarés internacional
| Juegos Olímpicos   | Juegos Olímpicos            | Juegos Olímpicos  | Juegos Olímpicos |
| Año                | Lugar                       | Medalla           | Prueba           |
| ------------------ | --------------------------- | ----------------- | ---------------- |
| 2018               | Pyeongchang (Corea del Sur) | Medalla de plata  | Individual       |
| Campeonato Mundial |                             |                   |                  |
| Año                | Lugar                       | Medalla           | Prueba           |
| 2017               | Königssee (Alemania)        | Medalla de bronce | Individual       |
| 2019               | Whistler (Canadá)           | Medalla de plata  | Individual       |
| Campeonato Europeo |                             |                   |                  |
| Año                | Lugar                       | Medalla           | Prueba           |
| 2016               | Sankt Moritz (Suiza)        | Medalla de bronce | Individual       |